# Pointe Rosée
Pointe Rosée (Point Rosee en anglais) est une péninsule du sud-ouest de l'île de Terre-Neuve dans l'océan Atlantique. Une équipe d'archéologues conduite par Sarah Parcak y a découvert en 2016 ce qu'ils considèrent comme étant les restes d'un village viking. Si elle est confirmée, cette découverte serait le second site archéologique viking découvert en Amérique. 
C'est en examinant des images satellites dans le domaine infrarouge et des photographies aériennes à haute résolution que Sarah Parcak a observé en 2015 un site sur lequel la décoloration du sol selon un motif rectangulaire laissait présager l'existence d'anciennes ruines. Les premières investigations sur le terrain à l'aide de magnétomètres ont alors montré de fortes concentrations en fer. Une campagne de fouilles de quinze jours a alors permis d'exhumer des fossés et murs correspondant à un style de construction typique des Vikings. Elle a en outre permis de mettre en évidence des signes d'une pratique de la métallurgie du fer : en particulier du minerai de fer des marais. Selon le spécialiste des Vikings, Douglas Bolender, seuls les Vikings étaient susceptibles de travailler du minerai de fer dans cette région. Des datations par le carbone 14 permettent de dater le site entre 800 et 1300 ans, ce qui est cohérent avec la datation du seul site viking de Terre-Neuve connu, l'Anse aux Meadows, qui remonte à l'an 1000.
Toutefois, la campagne de fouilles menée en 2016 n'a pas apporté de preuve concluante attestant la présence de Vikings. Aucun artéfact n'a été trouvé durant cette campagne. D'autres éléments encore, comme le littoral rocailleux, les falaises escarpées, ou l'absence de source d'eau potable à proximité, suggèrent que le lieu n'était logiquement pas un bon site pour établir un campement Viking permanent.

## Source
- (en) Cet article est partiellement ou en totalité issu de l’article de Wikipédia en anglais intitulé « Point Rosee » (voir la liste des auteurs).